# El Paraíso (Copán)
El Paraíso – gmina (municipio) w zachodnim Hondurasie, w departamencie Copán. W 2010 roku zamieszkana była przez ok. 22,5 tys. mieszkańców. Siedzibą administracyjną jest miejscowość El Paraíso.

## Położenie
Gmina położona jest w północno-zachodniej części departamentu. Graniczy z Gwatemalą od północy i 5 gminami:
- Florida i San Antonio od wschodu,
- San Jerónimo i Santa Rita od południa,
- Copán Ruinas od zachodu.

## Miejscowości
Według Narodowego Instytutu Statystycznego Hondurasu na terenie gminy położone były następujące miasteczka i wsie:

- El Paraíso
- Agua Buena
- Buena Vista
- El Charcón
- El Infiernillo
- El Limón
- El Manacal
- El Manguito
- El Tesoro
- La Cumbre
- La Laguna
- La Peña
- La Pimienta
- La Playona
- Las Delicias del Chispal
- Las Flores
- Las Juntas
- Las Orquídeas
- Libertad Nueva
- Libertad Vieja
- Naranjito
- Río Lindo

## Demografia
Według danych honduraskiego Narodowego Instytutu Statystycznego na rok 2010 struktura wiekowa i płciowa ludności w gminie przedstawiała się następująco:
| Wiek       | 0–3   | 4–6   | 7–12  | 13–17 | 18–24 | 25–64 | 65+ | razem  |
| El Paraíso | 3 046 | 2 483 | 4 036 | 2 709 | 2 777 | 6 708 | 718 | 22 477 |
| Mężczyźni  | 1 558 | 1 254 | 2 078 | 1 420 | 1 465 | 3 376 | 355 | 11 505 |
| Kobiety    | 1 488 | 1 229 | 1 957 | 1 289 | 1 313 | 3 332 | 363 | 10 972 |